# Condado de Mitchell (Geórgia)
O Condado de Mitchell é um dos 159 condados do Estado americano de Geórgia. A sede do condado é Camilla, e sua maior cidade é Camilla. O condado possui uma área de 1 331 km², uma população de 23 932 habitantes, e uma densidade populacional de 18 hab/km² (segundo o censo nacional de 2000). O condado foi fundado em 18 de dezembro de 1857.